# Royner Rojas
Royner Andrey Rojas Dinarte (San José, Costa Rica, 11 de junio de 2002) es un futbolista costarricense que juega como interior izquierdo en el Sporting F. C. de la Primera División de Costa Rica.

## Trayectoria

### La U Universitarios
Royner Rojas debutó en su carrera profesional con los universitarios el 15 de enero de 2020 contra el Club Sport Cartaginés, entrando al terreno de juego en el minuto 79, sustituyendo a Verny Scott, el encuentro terminó en el marcador 2-2. Royner  participó en su primera experiencia profesional, jugando un total de 16 partidos y con un amargo inicio, ya que el club de la La U Universitarios descendía a Segunda División de Costa Rica además también desaparecía del fútbol nacional costarricense, siendo comprada su franquicia por el Marineros de Puntarenas.

### Guadalupe F. C.
Se realizó oficial su fichaje por el [[Guadalupe Fútbol Club]|Guadalupe F. C.]] el 5 de julio de 2020. Realizó su debut con Guadalupe el 15 de agosto contra el Santos de Guápiles entrando al terreno de juego en el minuto 71, sustituyendo a Jossimar Pemberton terminando el encuentro 2-2. El 4 de octubre de ese mismo año hacía su primer gol contra la L. D
Alajuelense en el minuto 76, terminando el encuentro con derrota de Royner, con el marcador 1-2.
Royner hizo una excelente participación en el torneo apertura de la temporada 2021-22, en donde disputó 22 de 22 partidos, en cada uno siendo titular indiscutible en donde anotó 4 goles y ofreció 3 asistencias, también sumó 1,842 minutos con el Guadalupe F. C..
El 17 de noviembre de 2022 debutó en el Torneo de Copa de Costa Rica contra Puntarenas F. C., disputó los 90 minutos y realizó una asistencia al minuto 9, el encuentro finalizó con empate 1-1. En el segundo partido disputó los 74 minutos, teniéndose que disputar tanda de penales, siendo eliminados por 11-10.

### C. S. Herediano
El 31 de enero de 2023, se oficializó su fichaje al C. S. Herediano por el préstamo de un año de parte de Guadalupe F. C.. El 4 de febrero debutó contra el Sporting F. C., en el que disputó 19 minutos en la derrota 1-0.

### Santos de Guápiles
El 5 de julio de 2023, se oficializó su llegada al Santos de Guápiles en condición de préstamo por parte de Guadalupe F. C.

### Sporting F. C.
El 4 de enero de 2024, se oficializó su fichaje al Sporting F. C..

## Selección nacional

### Categorías inferiores
El 29 de mayo de 2023, se oficializó la convocatoria del director técnico Douglas Sequeira para la nómina de los jugadores para representar a la selección de Costa Rica sub-23 en la competición del Torneo Maurice Revello de 2023, Royner fue parte de la nómina. Royner no vio participación en el primer partido contra Venezuela, en el que Costa Rica obtuvo la victoria por penales 3-4. En su segundo compromiso, Royner ingresó de cambio al minuto 63 contra Francia, en el que tuvo la derrota por 3-1. En su tercer compromiso, no vio acción contra Arabia Saudita, por la derrota en penales de 3-2, quedando eliminados de la competición en fase de grupos. Costa Rica disputó un partido por el undécimo puesto contra Catar, Royner ingresó al minuto 57 por la derrota 2-4.

#### Participaciones internacionales
| Competición                    | Sede    | Resultado      | Partidos | Goles |
| ------------------------------ | ------- | -------------- | -------- | ----- |
| Torneo Maurice Revello de 2023 | Francia | Fase de grupos | 2        | 0     |

## Estadísticas

### Clubes
Actualizado al último partido jugado el 12 de noviembre de 2023.
| Club                             | Div.          | Temporada     | Liga  | Liga  | Liga   | Copas nacionales | Copas nacionales | Copas nacionales | Copas internacionales | Copas internacionales | Copas internacionales | Total | Total | Total  |
| Club                             | Div.          | Temporada     | Part. | Goles | Asist. | Part.            | Goles            | Asist.           | Part.                 | Goles                 | Asist.                | Part. | Goles | Asist. |
| -------------------------------- | ------------- | ------------- | ----- | ----- | ------ | ---------------- | ---------------- | ---------------- | --------------------- | --------------------- | --------------------- | ----- | ----- | ------ |
| La U Universitarios · Costa Rica |               |               |       |       |        |                  |                  |                  |                       |                       |                       |       |       |        |
| 1.ª                              | 2019-20       | 16            | 0     | 0     | —      | —                | —                | —                | —                     | —                     | 16                    | 0     | 0     |        |
| Total club                       | Total club    | 16            | 0     | 0     | 0      | 0                | 0                | 0                | 0                     | 0                     | 16                    | 0     | 0     |        |
| Guadalupe F. C. · Costa Rica     |               |               |       |       |        |                  |                  |                  |                       |                       |                       |       |       |        |
| 1.ª                              | 2020-21       | 23            | 6     | 1     | —      | —                | —                | —                | —                     | —                     | 23                    | 6     | 1     |        |
| 1.ª                              | 2021-22       | 42            | 7     | 5     | —      | —                | —                | —                | —                     | —                     | 42                    | 7     | 5     |        |
| 1.ª                              | 2022-23       | 17            | 1     | 2     | 2      | 0                | 1                | —                | —                     | —                     | 19                    | 1     | 3     |        |
| Total club                       | Total club    | 82            | 14    | 8     | 2      | 0                | 1                | 0                | 0                     | 0                     | 84                    | 14    | 9     |        |
| C. S. Herediano · Costa Rica     |               |               |       |       |        |                  |                  |                  |                       |                       |                       |       |       |        |
| 1.ª                              | 2022-23       | 12            | 0     | 0     | —      | —                | —                | —                | —                     | —                     | 12                    | 0     | 0     |        |
| Total club                       | Total club    | 12            | 0     | 0     | 0      | 0                | 0                | 0                | 0                     | 0                     | 12                    | 0     | 0     |        |
| Santos de Guápiles · Costa Rica  |               |               |       |       |        |                  |                  |                  |                       |                       |                       |       |       |        |
| 1.ª                              | 2023-24       | 16            | 0     | 0     | 1      | 0                | 0                | —                | —                     | —                     | 17                    | 0     | 0     |        |
| Total club                       | Total club    | 16            | 0     | 0     | 1      | 0                | 0                | 0                | 0                     | 0                     | 17                    | 0     | 0     |        |
| Sporting F. C. · Costa Rica      |               |               |       |       |        |                  |                  |                  |                       |                       |                       |       |       |        |
| 1.ª                              | 2023-24       | 0             | 0     | 0     | 0      | 0                | 0                | —                | —                     | —                     | 0                     | 0     | 0     |        |
| Total club                       | Total club    | 0             | 0     | 0     | 0      | 0                | 0                | 0                | 0                     | 0                     | 0                     | 0     | 0     |        |
| Total carrera                    | Total carrera | Total carrera | 126   | 14    | 8      | 3                | 0                | 1                | 0                     | 0                     | 0                     | 129   | 14    | 9      |
| 1. Fuente:Transfermarkt          |               |               |       |       |        |                  |                  |                  |                       |                       |                       |       |       |        |